# Gestas (ruisseau)
Pour les articles homonymes, voir Gestas.
Cet article concerne le ruisseau du Gestas. Pour la commune des Pyrénées-Atlantiques, voir Gestas.
Le Gestas est un ruisseau français, affluent de la Dordogne, qui coule dans le département de la Gironde.

## Géographie
Le Gestas fait partie des quatre ruisseaux principaux qui drainent la partie occidentale de l'Entre-Deux-Mers. Les trois autres sont la Pimpine ; la Laurence et le Gua.
Le Gestas prend sa source en Gironde, sur la commune de la Sauve, à deux kilomètres au nord du bourg. Son cours, d'une longueur de 19,3 km, prend d'abord une direction nord-ouest, passe en bordure de Camarsac, puis s'infléchit vers le nord-est. 
Il traverse Vayres où il conflue avec la Dordogne en rive gauche, en contrebas du château de Vayres.

## Hydrographie

### Les affluents et sous-affluents
| - Le Gestas et ses affluents. |

Le Service d'administration nationale des données et référentiels sur l'eau (SANDRE) et le Système d'Information sur l'Eau du Bassin Adour Garonne (SIEAG) ont répertorié 23 affluents et sous-affluents du Gestas. Les affluents avec une longueur de plus de 3 km sont:
- Ruisseau de Vayres, 4,6 km
- Ruisseau la Rivière, 5,1 km
- Ruisseau du Brochard/Hutte, 3,5 km
- Ruisseau 'P9011050', 4,8 km
- Ruisseau d'Artigues, 3,5 km

Dans le tableau ci-dessous se trouve : le nom de l'affluent ou sous-affluent (quand il est connu), la longueur du cours d'eau, son code SANDRE, des liens vers les fiches SANDRE, SIEAG et vers une carte dynamique de OpenStreetMap qui trace le cours d'eau.

## Écologie
Le cours du Gestas est répertorié dans le réseau Natura 2000 comme site important pour la conservation de deux espèces animales européennes menacées : le vison d'Europe (Mustela lutreola) et le toxostome (Chondrostoma toxostoma) .

## Patrimoine
- Les ruines de l'abbaye de La Sauve-Majeure
- L'église Saint-Pierre de La Sauve